# Matthew Meselson
Matthew Stanley Meselson (Denver, 24 maggio 1930) è un genetista statunitense.
È noto per l'esperimento condotto insieme a Franklin Stahl nel 1958, che ha fornito una dimostrazione fondamentale del meccanismo semiconservativo di replicazione del DNA. Matthew Meselson è un importante genetista e biologo molecolare dell'Università di Harvard, nonché membro della Commissione sulla Sicurezza Internazionale e sul Controllo delle Armi della U.S. National Academy of Sciences. Nel suo laboratorio ad Harvard, si studiano la natura biologica ed evoluzionaria della riproduzione sessuale, della ricombinazione genetica e dell'invecchiamento.

## Biografia

### Primi anni di vita, educazione primaria e superiore
Meselson nacque a Denver (Colorado) il 24 maggio 1930 e si trasferì poi a Los Angeles in California, dove frequentò le scuole elementari e superiori. Sin da bambino, mostrò un vivo interesse per le discipline scientifiche, in particolare per la Chimica e la Fisica, tanto da condurre numerosi esperimenti scientifici nella propria abitazione.
Durante la Seconda Guerra Mondiale, Meselson frequentò una scuola estiva, accumulando sufficienti crediti per diplomarsi un anno e mezzo prima del previsto. Per completare il percorso di studi superiori e ottenere il diploma, gli venne richiesta una conoscenza pratica e teorica dell'educazione fisica, che purtroppo non possedeva. Valutando le opzioni disponibili, decise di iscriversi alla University of Chicago all'età di sedici anni (1947), con l'intenzione di studiare Chimica, disciplina per la quale non era richiesto, all'epoca, un diploma di scuola superiore.

### Carriera universitaria
Dopo aver scoperto, al suo arrivo, che l'Università di Chicago aveva abolito le lauree nel settore della Chimica e della Fisica, Meselson intraprese studi focalizzati sulle arti liberali e sulla storia classica, un percorso che durò dal 1946 al 1949. Completati questi primi studi universitari, Matthew Meselson intraprese un viaggio di sei mesi in Europa, un grand tour ricco di letture e nuove amicizie. Nel 1949, l'Europa era ancora devastata dalla Guerra fredda e dai postumi della Seconda Guerra Mondiale.
L'anno seguente, Meselson si iscrisse come matricola alla Caltech (California Institute of Technology) per riprendere gli studi, ma rimase deluso dall'approccio eccessivamente pedagogico con cui venivano insegnati i corsi. Partecipò a un corso di Chimica, tenuto nientemeno che da Linus Pauling, che si rivelò una grande fonte di ispirazione. Durante quell'anno, collaborò con Pauling su vari progetti, tra cui quello sulla struttura dell'emoglobina. Al termine della collaborazione, Meselson tornò alla University of Chicago deciso a iscriversi ai corsi di Chimica, Fisica e Matematica, successivamente inseriti nel suo piano di studi. Un anno dopo, partecipò a un corso di laurea in Fisica presso la University of California a Berkeley, dove rimase per un altro anno.
Nell'estate del 1953, durante una festa in piscina a casa dell'amico e mentore Linus Pauling, questi gli chiese quali fossero le sue intenzioni per l'anno successivo. I piani di Meselson ruotavano attorno alla University of Chicago; su suggerimento di Pauling, entrambi decisero invece di tornare alla Caltech per intraprendere nuovi studi. Come allievo di Linus Pauling e studente di chimica, scrisse la sua tesi di dottorato, incentrandola sulla centrifugazione in gradiente di densità  e sulla cristallografia a raggi X.
Prima di aderire alla facoltà di Harvard nel 1960, dove condusse ricerche e insegnò genetica per molti anni, fu assistente professore di Chimica fisica e Senior Research Fellow .

## Ricerca e scoperte

Esperimento di Meselson e Stahl

Nel 1957, Meselson e Franklin Stahl (appartenenti al Phage Group ) dimostrarono che il DNA si replica in modo semiconservativo. Per verificare le ipotesi su come il DNA si replica, Meselson e Stahl, insieme a Jerome Vinograd , svilupparono un metodo che separava le macromolecole in base alla loro densità di galleggiamento. Il metodo, noto come "centrifugazione in gradiente di densità", si rivelò sufficientemente sensibile da permettere a Meselson e Stahl di separare il DNA contenente l'isotopo pesante dell'azoto (N15) da quello contenente l'isotopo leggero (N14). Nel loro esperimento, divenuto un classico e descritto in un libro di Scienza Storica da Frederick L. Holmes, fecero crescere il batterio Escherichia coli in un terreno di coltura contenente azoto pesante (N15) come unica fonte di azoto, per poi trasferirlo in un terreno contenente azoto leggero (N14). In questo modo riuscirono a estrarre DNA dai batteri della prima generazione e successivamente a intervalli per diverse generazioni successive. Dopo una generazione di crescita, tutto il DNA conteneva il 50% di N15 e il 50% di N14.
Nelle generazioni seguenti, la concentrazione di N15 diminuiva costantemente di un fattore 1\2, mentre la quantità di N14 raddoppiava. Quando la doppia elica del DNA è stata denaturata per riscaldamento, si è divisa in due filamenti diversi uno pesante (N15) ed uno leggero (N14). L'esperimento implicava la separazione dei due filamenti complementari di DNA e che ognuno portasse alla sintesi di un nuovo filamento complementare. Tale risultato ha supportato l'ipotesi semiconservativa della replicazione del DNA, proposta cinquNelle generazioni successive, la concentrazione di N15 diminuiva costantemente di un fattore 1/2, mentre la quantità di N14 raddoppiava. Quando la doppia elica del DNA venne denaturata per riscaldamento, si divise in due filamenti distinti: uno pesante (N15) e uno leggero (N14). L'esperimento implicava la separazione dei due filamenti complementari di DNA, ognuno dei quali portava alla sintesi di un nuovo filamento complementare. Questo risultato ha supportato l'ipotesi semiconservativa della replicazione del DNA, proposta cinque anni prima da James Watson e Francis Crick, e ha rappresentato un grande passo avanti nella comprensione della struttura del DNA.
In collaborazione con Jean Weigle , Meselson applicò la centrifugazione in gradiente di densità per studi sulla ricombinazione genetica nel fago lambda. La questione era se tale ricombinazione coinvolgesse la rottura del DNA ricombinante o la sintesi di nuove molecole. Il problema poteva essere risolto esaminando le particelle del fago λ derivate dalla co-infezione di batteri con fagi geneticamente marcati, etichettati con isotopi pesanti. La centrifugazione in gradiente di densità ha permesso a una singola progenie di fagi di ereditare il DNA e i geni dai genitori. La dimostrazione iniziale di Meselson della rottura associata alla replicazione indipendente fu successivamente trovata per riflettere l'attività di un sistema speciale che può ricombinare il DNA del fago λ in un solo punto, normalmente utilizzato dal fago per inserire se stesso nel cromosoma di una cellula ospite.e anni prima da James Watson e Francis Crick, e ha costituito un grande passo in avanti nella comprensione della struttura del DNA.
In seguito, variazioni nell'esperimento da parte di Franklin Stahl, rivelano dipendenze reciproche tra la replicazione del DNA e la ricombinazione genetica. Con Charles Radding, Meselson scoprì un modello per la ricombinazione tra le due eliche del DNA, che ha guidato la ricerca in questo campo, nel periodo che va dal 1973 al 1983. Nel 1961, Sidney Brenner , François Jacob e Meselson usarono il metodo della centrifugazione, per dimostrare l'esistenza dell'RNA messaggero.

### Effetto Meselson
Quando due alleli o copie di un gene in un organismo asessuato diploide evolvono indipendentemente l'uno dall'altro, aumentano progressivamente le loro differenze nel corso del tempo. Questo fenomeno di divergenza allelica fu inizialmente descritto dal professor Bill Birky, ma è più comunemente conosciuto come "Effetto Meselson".
Negli organismi sessuati, i processi di ricombinazione genetica e di assortimento indipendente (Legge dell'assortimento indipendente) consentono a entrambi gli alleli all'interno di un individuo di discendere da un singolo allele ancestrale. Gli alleli condividono un ultimo antenato comune al momento o poco prima della perdita della divisione meiotica. Questo effetto è stato osservato in rotiferi bdelloidei, dove i due alleli del gene Lea si sono evoluti in due geni distinti che collaborano per preservare l'organismo durante periodi di disidratazione.
L'Effetto Meselson implica che intere copie del genoma di un organismo possano divergere l'una dall'altra, riducendo effettivamente tutti gli organismi anticamente asessuati a uno stato aploide, in un processo simile alla diploidizzazione che segue la duplicazione genica.

## Disarmo e difesa dalle armi Chimiche e Biologiche
Nel 1963, Meselson iniziò a lavorare come consulente presso la US Arms Control and Disarmament Agency, dove si occupò di programmi e politiche relative alle armi chimiche e biologiche. Da allora è stato attivamente coinvolto nel disarmo e nella difesa contro queste armi, collaborando con agenzie del governo americano e attraverso l'Harvard Sussex Program. Iniziò così una ricerca accademica presso Harvard e alla University of Sussex, nel Regno Unito, di cui lui e Julian Perry Robinson erano co-direttori.
Giunto alla conclusione che le armi biologiche non avevano scopi militari utili per l'America, ma che la loro proliferazione potesse rappresentare una seria minaccia, Meselson lavorò per persuadere i membri dell'Executive Branch, il Congresso e il pubblico, al fine di promuovere un divieto globale di tali armi. Così, nel 1969, il Presidente Richard Nixon cancellò il programma d'attacco US BW ed accettò una proposta di divieto internazionale dall'Inghilterra.
Meselson fu uno dei sostenitori e leader della Biological Weapons Convention del 1973 e della Chemical Weapons Convention del 1993. Insieme ai suoi colleghi, intraprese tre indagini sul campo con implicazioni per il controllo delle armi chimiche e biologiche. Durante agosto e settembre del 1970, a nome dell’American Association for the Advancement of Science, Meselson guidò una squadra nella Repubblica del Vietnam per uno studio pilota sugli effetti ecologici e sanitari dell’uso degli erbicidi da parte dei militari. Una volta tornato ad Harvard, lui e Robert Baughman svilupparono un metodo avanzato di spettrometria di massa per l’analisi di erbicidi tossici, applicandolo a campioni ambientali in Vietnam e negli Stati Uniti. Nel dicembre del 1970, il Presidente Richard Nixon ordinò una “rapida ma ordinata” eliminazione graduale dell’uso degli erbicidi in Vietnam.
Durante gli anni '80, Meselson investigò sulla yellow rain , una presunta arma tossica sovietica utilizzata contro le tribù Hmong in Laos. Analizzando l'aspetto fisico e il contenuto di polline dei campioni del presunto agente, trovò somiglianze con attacchi attribuiti a docce di feci da parte di sciami d'api, un fenomeno che lui e l'entomologo Thomas Seeley documentarono durante una ricerca sul campo nel 1983 in Thailandia. A causa dell'incapacità dei laboratori del governo americano e del Regno Unito di corroborare un rapporto iniziale sulla presenza di tricoteceni, micotossine sesquiterpeniche nei campioni del presunto agente e in campioni biomedici di presunte vittime, nonché della mancanza di prove a sostegno dopo colloqui esaustivi con disertori militari e prigionieri, Meselson e i suoi colleghi sostennero che le accuse sull'utilizzo di un'arma tossica fossero infondate.
Meselson giunse alla conclusione che il fenomeno della yellow rain fosse dovuto a feci di api piuttosto che a un'arma chimica. Il suo lavoro ha contribuito a chiarire la questione e ha sollevato dubbi sulle accuse iniziali riguardanti l'uso di armi chimiche in quella regione.
Nell’aprile del 1980, Meselson è stato consulente della CIA per indagare su un’epidemia di antrace in una città sovietica. Concluse che, sulla base delle prove disponibili, la spiegazione ufficiale sovietica sulla causa dell’epidemia, attribuibile al consumo di carni infette, era plausibile, ma che sarebbe stata necessaria un'indagine in loco. Dopo il crollo dell’Unione Sovietica, gli fu permesso di portare una squadra di ricerca nei centri infettati, nel 1992 e nel 1993. Il loro rapporto finale dimostrò che la spiegazione ufficiale sovietica era errata e che l’epidemia era stata causata dal rilascio di un aerosol di antrace presso una struttura biologica militare nella città.
Meselson è membro della U.S. National Academy of Sciences, dell’American Academy of Arts and Sciences, dell’American Philosophical Society, dell’Académie des Sciences (Accademia francese delle scienze) di Parigi, della Royal Society di Londra e dell'Accademia russa delle scienze. Ha ricevuto numerosi premi e onorificenze nel campo della scienza e degli affari pubblici. Ha fatto parte del Council of the National Academy of Sciences, del Council of the Smithsonian Institution, dell’Arms Control and Non-Proliferation Advisory Board to the US Secretary of State e del Committee on International Security and Arms Control della U.S. National Academy of Sciences.
Matthew Meselson è stato Presidente della Federation of American Scientists, co-direttore del Harvard Sussex Program on Chemical and Biological Weapons e membro del Board of Directors del Belfer Center for Science and International Affairs presso la John F. Kennedy School of Government dell'Università di Harvard.

## Scritti principali
- Mark Welch, J. and M. Meselson. (1998). Karyotypes of bdelloid rotifers from three families. Hydrobiologia 387/388: 403 – 407.[3]
- Mark Welch, D. and M. Meselson. (2000). Evidence for the evolution of bdelloid rotifers without sexual recombination or genetic exchange. Science 288: 1211-1215.[3]
- Arkhipova, I. and M. Meselson. (2000). Transposable elements in sexual and ancient asexual taxa. Proc. Natl. Acad. Sci. (USA) 97: 14473-14477.[3]
- Mark Welch, D. (2000). Evidence from a protein-coding gene that acanthocephalans are rotifers. Invertebrate Biology 119: 17-26.[3]
- Mark Welch, D. and M. Meselson.(2001). A survey of introns in three genes of rotifers. Hydrobiologia 446/447: 333-336.[3]
- Mark Welch, D. and M. Meselson. (2001). Rates of nucleotide substitution in sexual and anciently asexual rotifers. Proc. Natl. Acad. Sci (USA) 98: 6720-6724.[3]
- Arkhipova, I. and H. G. Morrison (2001). Three retrotransposon families in the genome of Giardia lamblia: Two telomeric, one dead. Proc. Natl. Acad. Sci (USA) 98: 14497-14502.[3]
- Mark Welch D.B. and M. Meselson (2003) Oocyte nuclear DNA content and GC proportion in rotifers of the anciently asexsual Class Bdelloidea. Biological Journal of the Linnean Society 79: 85-91.[3]
- Meselson M. (2003). Interview with Matthew Meselson. Bioessays 12: 1236-46.[3]
- Mark Welch J.L., D.B. Mark Welch and M.Meselson (2004). Cytogenetic evidence for asexual evolution of bdelloid rotifers. Proc Natl Acad Sci U S A. 101: 1618-1621.[3]
- Mark Welch D.B., M.P.Cummings, D.M Hillis and M. Meselson (2004). Divergent gene copies in the asexual class Bdelloidea (Rotifera) separated before the bdelloid radiation or within bdelloid families. Proc Natl Acad Sci U S A. 101: 1622-1625.[3]
- Meselson, M. (2004). Explorations in the land of DNA and beyond. Nat Med. 10: 1034-1037.[3]
- Arkhipova, I. and M. Meselson (2005). Deleterious transposable elements and the extinction of asexuals. Bioessays 27: 76-85.[3]
- Arkhipova, I.R. and M. Meselson (2005). Diverse DNA transposons in rotifers of the class Bdelloidea. Proc Natl Acad Sci U S A. 102: 11781-11786.[3]
- Arkhipova, I.R. (2006). Distribution and phylogeny of Penelope-like elements in eukaryotes. Syst Biol. 55: 875-885.[3]
- Gladyshev, E.A. and I.R. Arkhipova (2007). Telomere-associated endonuclease-deficient Penelope-like retroelements in diverse eukaryotes. Proc Natl Acad Sci U S A. 104: 9352-9357.[3]
- Gladyshev, E.A., M. Meselson and I.R. Arkhipova (2007). A deep-branching clade of retrovirus-like retrotransposons in bdelloid rotifers. Gene 390: 136-145.[3]
- Hegreness, M., M. Meselson (2007). What did Sutton See? Thirty years of confusion over the chromosomal basis of Mendelism. Genetics 176: 1939-1944.[3]
- Meselson, M., D. Mark Welch (2007). Evolution. Stable heterozygosity? Science, 318: 202-203.[3]
- Mark Welch, D.B., J. Mark Welch, M. Meselson (2008). Evidence for degenerate triplody in Bdelloid rotifers. PNAS, 105: 5145-5149.[3]
- Gladyshev, E., M. Meselson, I. Arkhipova. (2008). Massive horizontal gene transfer in Bdelloid rotifers. Science 320: 1210-1213.[3]
- Gladyshev, E., M. Meselson (2008). Extraordinary resistance of Bdelloid rotifers to ionizing radiation. PNAS, 105: 5139-5144.[3]
- Hur, J., K. Van Doninck, M. Mandigo, M. Meselson. (2009). Degenerate Tetraploidy Was Established Before Bdelloid Rotifer Families Diverged. Molecular Biology and Evolution 26:375-383.[3]
- Krisko, A., M. Leroy, M. Radman, M. Meselson. (2012). Extreme anti-oxidant protection against ionizing radiation in bdelloid rotifers. PNAS.[3]

## Premi Riconosciuti
- 1963 US National Academy of Sciences Prize for Molecular Biology[39]
- 1964 Eli Lilly Award in Microbiology and Immunology[39]
- 1966 Guggenheim Fellowship[39]
- 1971 Alumni Medal, University of Chicago Alumni Association[39]
- 1972 Public Service Award, Federation of American Scientists[39]
- 1975 Alumni Distinguished Service Award, California Institute of Technology[39]
- 1975 Lehman Award, New York Academy of Sciences[39]
- 1978 Leo Szilard Award, American Physical Society[39]
- 1983 Presidential Award, New York Academy of Sciences[39]
- 1984 MacArthur Fellows Program Genius Award[39]
- 1990 Scientific Freedom and Responsibility Award, American Association for the Advancement of Science[39]
- 1995 Genetics Society of America - Thomas Hunt Morgan Medal for lifetime contributions[39]
- 2002 Public Service Award, American Society for Cell Biology[39]
- 2004 Lasker Award for Special Achievement in Medical Science[39]
- 2005 Life Member of the New York Academy of Sciences.[39]
- 2008 Mendel Medal of the UK Genetics Society[39]

### Dottorati Onorari
- 1966 Oakland University[39]
- 1971 Columbia University[39]
- 1975 University of Chicago[39]
- 1987 Yale University[39]
- 1988 Princeton University[39]
- 2003 Northwestern University[39]
- 2013 McGill University[39]